# Zyad Amr Sayed Ahmed
Zyad Amr Sayed Ahmed (* 29. August 2004) ist ein ägyptischer Leichtathlet, der sich auf den Hochsprung spezialisiert hat.

## Sportliche Laufbahn
Erste internationale Erfahrungen sammelte Zyad Amr Sayed Ahmed im Jahr 2021, als er bei den Arabischen-U18-Meisterschaften in Radès mit übersprungenen 2,04 m die Goldmedaille gewann. 2023 gewann er bei den U20-Afrikameisterschaften in Ndola mit 2,09 m die Silbermedaille und anschließend belegte er bei den Arabischen-U23-Meisterschaften in Radès mit 2,03 m den vierten Platz. Im Jahr darauf siegte er mit 2,11 m bei den U23-Mittelmeer-Meisterschaften in Ismailia.
In den Jahren 2020, 2021 und 2023 wurde Sayed Ahmed ägyptischer Meister im Hochsprung.